# Reproterol
Reproterol ist ein Arzneistoff aus der Gruppe der β2-Sympathomimetika und wird als Racemat eingesetzt. Als Dosieraerosol oder Injektionslösung verabreicht erweitert es die Bronchien und wird zur Therapie von Asthma bronchiale eingesetzt.

## Pharmakologie

### Anwendungsgebiete
Reproterol wird als Dosieraerosol in Kombination mit Cromoglicinsäure zur Verhütung und Behandlung von Atemnot bei Asthma bei Patienten, die neben einer antientzündlichen Basistherapie zusätzlich eine bronchialerweiternde Therapie benötigen, eingesetzt. Reproterol Injektionslösung wird intravenös gegeben zur kurzfristigen Behandlung eines schweren Asthmaanfalls.

### Wirkmechanismus
Reproterol, dessen Halbwertszeit 1,5 Stunden beträgt, führt als Agonist an den sympathischen β2-Adrenozeptoren zu einer Relaxation (Erschlaffung) der glatten Muskulatur der Bronchien und somit zu einer Verringerung des Atemwiderstands.

### Nebenwirkungen
Wie bei β2-Sympathomimetika beobachtet wurde, können gelegentlich Nebenwirkungen auf das Herz-Kreislaufsystem (Tachykardie, Herzklopfen) eintreten. Daneben können Zittern, Unruhegefühl und ein Blutzuckeranstieg beobachtet werden.

### Wechselwirkungen
Andere β-Sympathomimetika, Theophyllin und Anticholinergika verstärken die Herz-Kreislauf-Nebenwirkungen von Reproterol. MAO-Hemmer verlangsamen den Abbau von Reproterol.

## Stereoisomerie
Reproterol ist chiral, enthält also ein Stereozentrum. Es gibt somit zwei Enantiomere, die (R)-Form und die (S)-Form. Die Handelspräparate enthalten den Arzneistoff als Racemat (1:1-Gemisch der Enantiomere).
| Enantiomere von Reproterol | Enantiomere von Reproterol |
| -------------------------- | -------------------------- |
| CAS-Nummer: 210710-33-1    | CAS-Nummer: 210710-34-2    |

## Herstellung
Eine Synthese für Reproterol, ausgehend von Theophyllin, ist in der Literatur beschrieben.

## Sonstige Informationen
Aufgrund seines Wirkungsmechanismus steht Reproterol auf der Verbotsliste des World Anti Doping Code und ist damit ein nicht erlaubtes Dopingmittel im Sport. Die Einnahme von reproterolhaltigen Medikamenten muss bei der Dopingkontrolle gemeldet werden.

## Handelsnamen
Monopräparate

Bronchospasmin (D)
Kombinationspräparate

Aarane (D), Allergospasmin (D)